# Terroir
Terroir (/tεʀwaʀ/ på franska) är ett franskt uttryck som kommer från ordet terre, "land". Det uttrycker olika karakteristiska kvalitéer kring en specifik plats så som geografi, geologi och klimat och hur dessa interagerar med exempelvis växters genetik eller framställning av matvaror. Begreppet inkluderar även platsens traditioner och kultur. Begreppet används främst inom jordbruket för produkter så som vin, kaffe, te, choklad, humle, tomater, jordgubbar, vete etc.

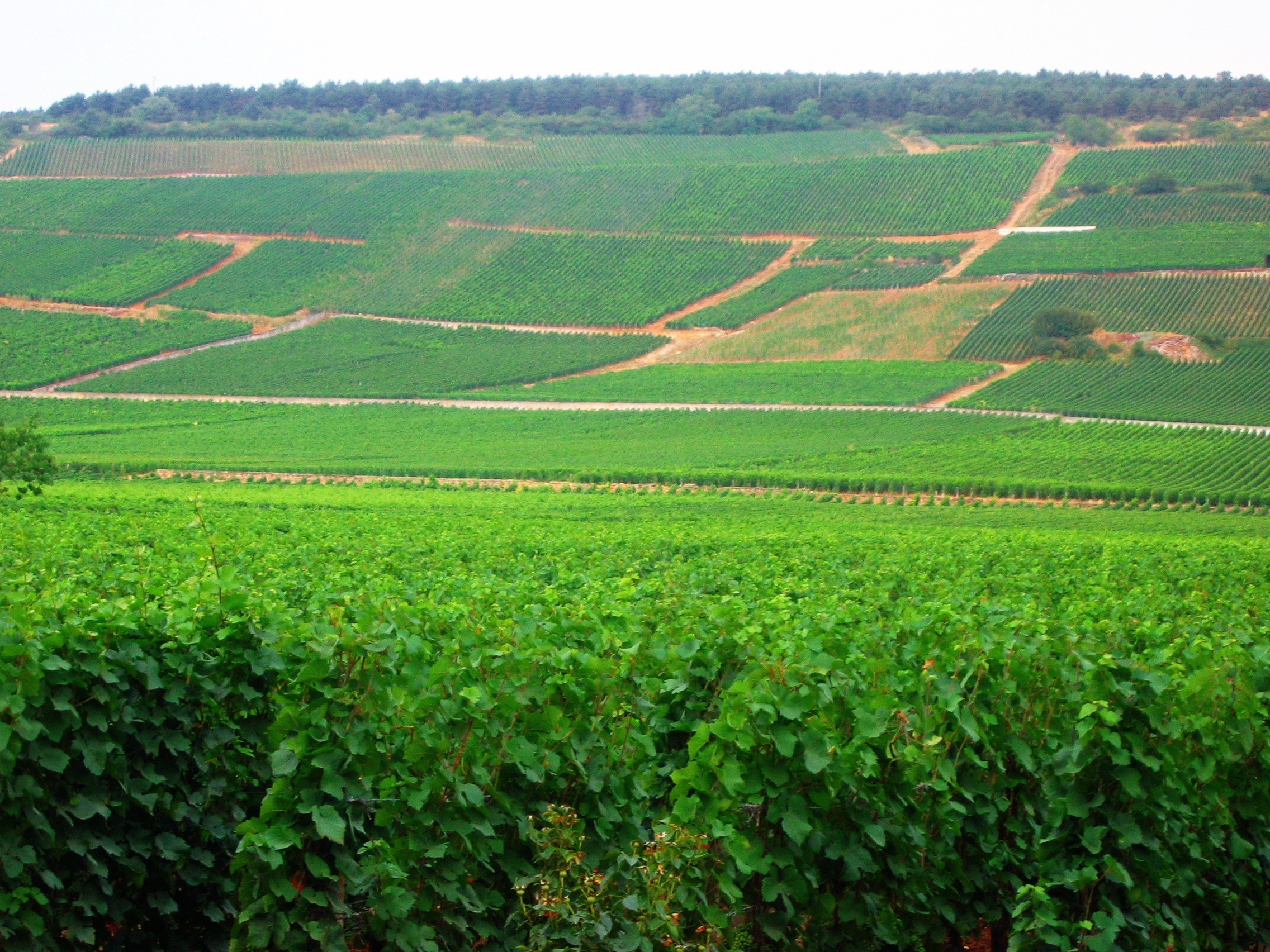
Det är svårt att hitta dyrare jordbruksmark än vingårdarna i Vosne-Romanée i Bourgogne, beroende på att den anses vara en ypperlig terroir för odling av den högt uppskattade Pinot Noir-druvan.

Löst översatt kan terroir översättas som "platsens känsla" som fås ur platsens alla olika karaktärskapande kriterier. I Frankrike kan uttrycket användas i många olika sammanhang såväl för osttillverkning som stadsplanering. Internationellt är begreppet mest förknippat med vinproduktion.
Användningen i vinsammanhang finns för att markera inflytandet från vindruvornas odlingsplats på det färdiga vinet, som därmed präglas av sitt geografiska ursprung. Uttrycket utnyttjas som lånord i de flesta språk.
Eftersom uttrycket terroir används i många olika innebörder är det svårt att ge en entydig och allmänt accepterad tolkning av begreppet. Uttrycket kan användas både om själva växtplatsen och om det färdiga vinet. Uttrycket kan avse enbart de naturliga förutsättningarna på växtplatsen (eller deras påverkan på vinet), men kan även innefatta utnyttjade druvsorter, tradition avseende odlingstekniker och vinframställning med mera. Som ett exempel på en bred och distinkt fransk definition anger webbplatsen Terroir-France att
En terroir är en grupp av vingårdar (eller till och med vinrankor) från samma region, som tillhör en specifik appellation, och som delar samma jordmån, väderförhållanden, druvsort och vinmakningskunnande, vilket bidrar till att ge vinet dess specifika personlighet.
Andra definitioner av begreppet skiljer tydligt på terroir och påverkan på ett vin från druvsorten, årgången och vinframställningstekniken (vinifikationen). Även med denna snävare definition brukar åtminstone följande "terroirfaktorer" anses kunna påverka ett vin:
- Mesoklimat
- Jordmån

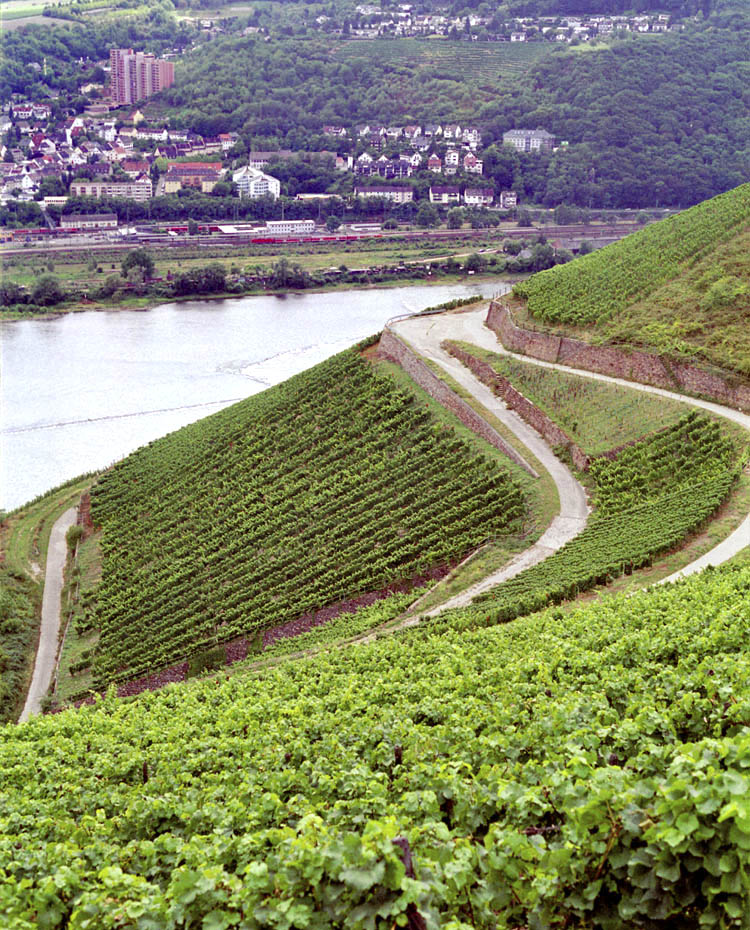
Vingården Rüdesheimer Berg Schlossberg i Rheingau ligger i en brant sydsluttning ner mot Rhen, vilket är en terroir som ger utmärkta möjligheter att få den krävande Rieslingdruvan att mogna. Även skifferjordarna i denna vingård är en viktig terroirfaktor som anses vara positiv för rieslingviner.

- Underliggande geologi, till exempel dränering
- Topografi, odlingsplatsens lutning och riktning, vilket bland annat påverkar mängden solstrålning
- Höjden över havet (altituden)), vilket påverkar temperaturen

Eftersom en tydlig "terroirkaraktär" i ett vin anses vara en kvalitetsmässigt positiv egenskap (och närmast synonymt med "bra vin") har begreppet blivit mycket populärt och utnyttjas numera som ett flitigt kvalitets- och försäljningsargument i de flesta länder där viner tillverkas. Det är mycket ovanligt att höra terroir som en förklaring till varför ett vin är dåligt eller ointressant. Detta utnyttjande av begreppet har inte gjort det enklare att entydigt definiera det.
Man kan säga att hela det franska klassificeringssystemet för viner, med appellationer, bygger på uppfattningen att växtplatsen/terroiren är det viktigaste faktorn i att bestämma ett vins karaktär och kvalitet. Druvsort har i allmänhet inte satts ut på etiketten. Motpolen kan sägas vara viner från Nya världen, som huvudsakligen har betecknats med sin druvsort. När det geografiska ursprunget framhävs i högkvalitativa viner från Nya världen, är det ofta en kombination av druvsort och "terroir" som framhålls, till exempel Cabernet Sauvignon från Napa Valley i Kalifornien eller Syrah/Shiraz från Barossa Valley i Australien.
Intressant är att det har visat sig svårt att i forskning och kontrollerade experiment härleda exakt vilka komponenter i ett vin som ger olika typer "terroirkaraktär" och om dessa verkligen kommer från vinrankans interaktion med växtplatsen.